# Teratoscincus bedriagai
Teratoscincus bedriagai is een hagedis die behoort tot de gekko's en de familie Sphaerodactylidae.

## Naam en indeling
De wetenschappelijke naam van de soort werd voor het eerst voorgesteld door Alexandre Mikhaïlovitch Nikolski in 1900. De soortaanduiding bedriagai is een eerbetoon aan de Russische herpetoloog Jacques von Bedriaga (1854 – 1906).

## Uiterlijke kenmerken
De hagedis heeft een bruine lichaamskleur met lichtere tot gele vlekken of dwarsbanden, de buikzijde is wit. Op het midden van het lichaam zijn 36 tot 52 lengterijen schubben aanwezig. De kop is breed en gewelfd en is lastig te onderscheiden van het lichaam door het ontbreken van een duidelijke insnoering. De staart is korter dan het lichaam, de ogen zijn relatief groot en hebben een verticale pupil

## Verspreiding en habitat
De soort komt voor in delen van het Midden-Oosten en leeft in de landen Iran (in het oosten) en Afghanistan (in het zuiden). De habitat bestaat uit droge tropische en subtropische scrublands en gematigde woestijnen. Ook in door de mens aangepaste streken zoals akkers kan de hagedis worden gevonden. De soort is aangetroffen op een hoogte van ongeveer 100 tot 1400 meter boven zeeniveau.

## Beschermingsstatus
Door de internationale natuurbeschermingsorganisatie IUCN is de beschermingsstatus 'veilig' toegewezen (Least Concern of LC).